# Elite Ice Hockey League 2010/11
Die Saison 2010/11 war die achte Spielzeit der Elite Ice Hockey League, der höchsten britischen Eishockeyspielklasse. Erster der regulären Saison und somit Britischer Meister wurden die Sheffield Steelers, während sich die Nottingham Panthers in den Playoffs durchsetzten.

## Modus
In der regulären Saison absolvierte jede der zehn Mannschaften insgesamt 54 Spiele. Der Erstplatzierte wurde Britischer Meister. Die acht bestplatzierten Mannschaften qualifizierten sich für die Playoffs, in denen der Playoff-Sieger ausgespielt wurde. Für einen Sieg nach regulärer Spielzeit und nach Overtime erhielt jede Mannschaft zwei Punkte, für eine Niederlage nach Overtime einen Punkt und für eine Niederlage nach der regulären Spielzeit null Punkte.

## Reguläre Saison

### Tabelle
|     | Klub                | Sp | S  | OTS | OTN | N  | Tore    | Punkte |
| --- | ------------------- | -- | -- | --- | --- | -- | ------- | ------ |
| 1.  | Sheffield Steelers  | 54 | 40 | 3   | 1   | 10 | 265:132 | 87     |
| 2.  | Cardiff Devils      | 54 | 37 | 5   | 3   | 9  | 269:141 | 87     |
| 3.  | Belfast Giants      | 54 | 37 | 4   | 4   | 9  | 239:130 | 86     |
| 4.  | Nottingham Panthers | 54 | 28 | 5   | 6   | 15 | 260:179 | 72     |
| 5.  | Braehead Clan       | 54 | 24 | 4   | 3   | 23 | 206:174 | 59     |
| 6.  | Coventry Blaze      | 54 | 21 | 2   | 4   | 27 | 198:185 | 50     |
| 7.  | Hull Stingrays      | 54 | 20 | 3   | 3   | 28 | 178:202 | 49     |
| 8.  | Dundee Stars        | 54 | 15 | 4   | 3   | 32 | 178:235 | 41     |
| 9.  | Newcastle Vipers    | 54 | 11 | 1   | 2   | 40 | 151:282 | 26     |
| 10. | Edinburgh Capitals  | 54 | 5  | 1   | 3   | 45 | 134:418 | 15     |

Sp = Spiele, S = Siege, U = Unentschieden, N = Niederlagen, OTS = Overtime-Siege, OTN = Overtime-Niederlage, SOS = Penalty-Siege, SON = Penalty-Niederlage

## Playoffs

### Viertelfinale
- Belfast Giants – Coventry Blaze 2:2/2:1 n. P.
- Hull Stingrays – Cardiff Devils 1:2/3:6
- Braehead Clan – Nottingham Panthers 4:5/0:3
- Sheffield Steelers – Dundee Stars 6:1/2:4

### Halbfinale
- Belfast Giants – Cardiff Devils 1:4
- Nottingham Panthers – Sheffield Steelers 4:3 n. V.

### Finale
- Cardiff Devils – Nottingham Panthers 4:5